# Барсамова Софія Олександрівна
Софія Олександрівна Барса́мова (нар. 30 вересня 1900, Санкт-Петербург — пом. 6 вересня 1971, Феодосія) — український радянський мистецтвознавець; заслужений працівник культури УРСР з 1969 року. Дружина живописця Миколи Барсамова.

## Біографія
Народилася 18 [30] вересня 1900 року в місті Санкт-Петербурзі (тепер Росія). Проягом 1925—1929 років навчалася в художній студії під керівництвом Миколи Барсамова.
Протягом 1923–1970 років працювала головним хранителем Феодосійкої картинної галереї імені Івана Айвазовського. Померла у Феодосії 6 вересня 1971 року.

## Праці
Авторка путівників та популярних статей про творчість художників, зокрема:
- «Путеводитель по Феодосийской картинной галерее имени И. К. Айвазовского» (1959, у співавторстві з Миколою Барсамовим);
- «Феодосийская картинная галерея имени И. К. Айвазовского: Путеводитель» (1965).

Разом із чоловіком підготувала книгу «Феодосийская картинная галерея имени И. К. Айвазовского: К 75-летию со дня основания» (1955).